# Source Marie-Henriette

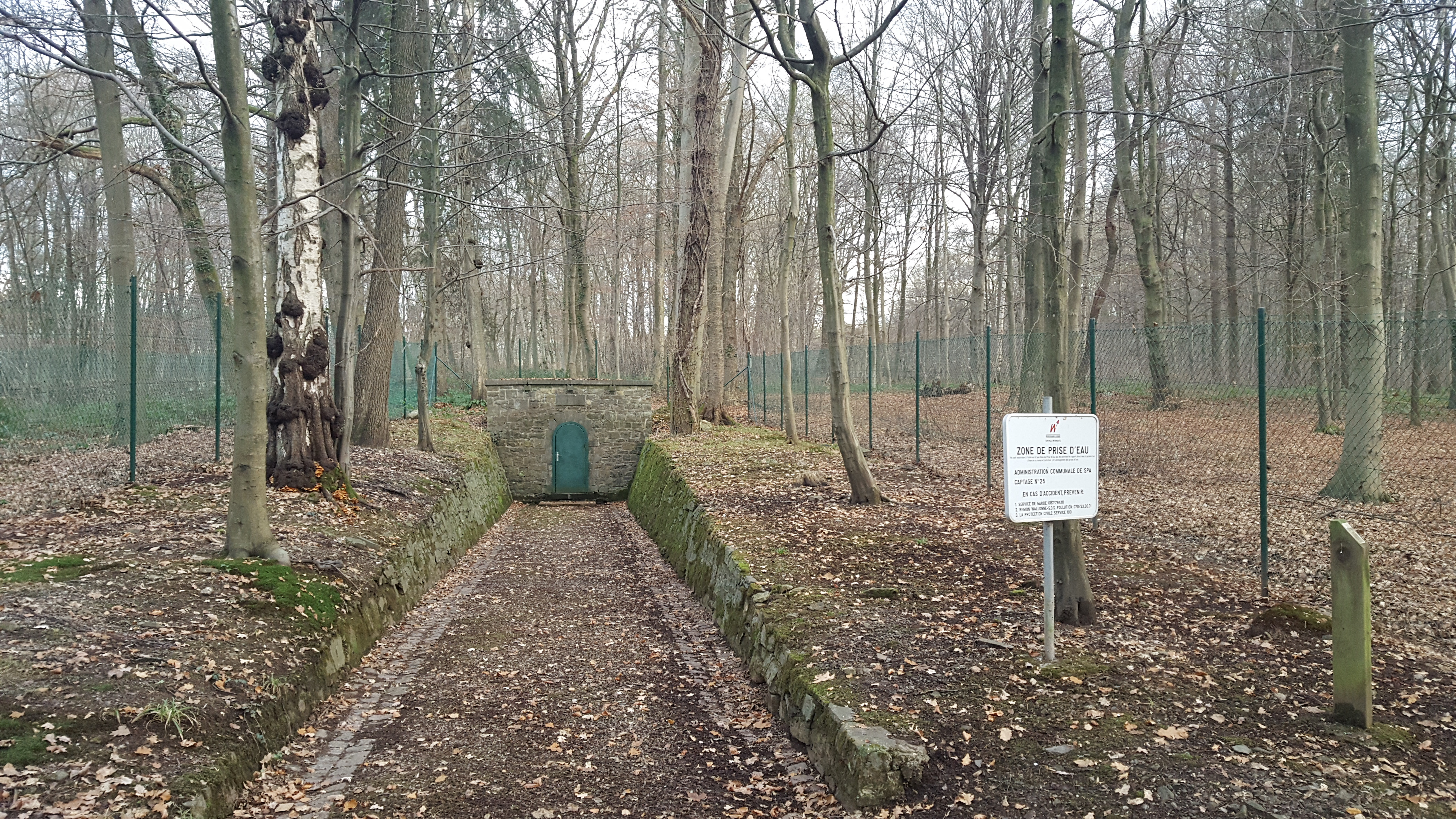
Source Marie-Henriette.

La source Marie-Henriette est une source de la région de Spa et plus précisément de la localité de Nivezé dans sa partie de territoire appartenant à la commune de Jalhay.

## Situation
La source Marie-Henriette se situe à environ 200 m au sud-est du lac de Warfaaz dans un environnement boisé. Elle produit une eau ferrugineuse provenant de 23 griffons captés par un puits artésien d'une profondeur de 19,60 m. L'altitude en surface avoisine les 305 m. La source Wellington est située à environ 200 m plus au sud.

## Histoire
L'imposant bâtiment des Bains de Spa est construit en 1863. Depuis 1867, il est alimenté par la source Marie-Henriette qui fut captée grâce aux recherches de l’ingénieur François, inspecteur des mines de France. Ensuite, l'eau de la source est acheminée par une conduite en fer d'une longueur de 2 850 m et amenée à l’établissement des Bains situé au centre de Spa. La différence de niveau entre la source et l'établissement des Bains est de 55 m.
La source a reçu le nom de Source Marie-Henriette en hommage à Marie-Henriette de Habsbourg-Lorraine, la deuxième reine des belges (et épouse du roi Léopold II) qui séjourna beaucoup dans la ville de Spa et y décéda en 1902. Son nom figure au-dessus de la porte d'accès à la galerie souterraine.